# Prelska
Prelska (pronuncia  [ˈpɾeːlska]) è un insediamento (naselje) di 250 abitanti, della municipalità di Velenje nella regione statistica della Savinjska in Slovenia.
L'area faceva tradizionalmente parte della regione storica della Stiria, ora invece è inglobata nella regione della Savinjska.